# 16e étape du Tour d'Espagne 2004
Pour un article plus général, voir Tour d'Espagne 2004.
La 16e étape du Tour d'Espagne 2004 a eu lieu le 21 septembre 2004 entre la ville de Olivence et celle de Cáceres sur une distance de 190 km. Elle a été remportée par l'Espagnol José Cayetano Juliá (Comunidad Valenciana-Kelme) devant le Slovène Tadej Valjavec (Phonak Hearing Systems) et l'Italien Danilo Di Luca (Saeco). Roberto Heras (Liberty Seguros) conserve le maillot de leader à l'issue de l'étape.

## Classement de l'étape
| \| Classement de l'étape \| Classement de l'étape \| Classement de l'étape \| Classement de l'étape \| Classement de l'étape \| \| Coureur \| Coureur \| Pays \| Équipe \| Temps \| \| --------------------- \| ---------------------- \| --------------------- \| ----------------------------- \| --------------------- \| \| 1er \| José Cayetano Juliá \| Espagne \| Comunidad Valenciana-Kelme \| 4 h 19 min 23 s \| \| 2e \| Tadej Valjavec \| Slovénie \| Phonak Hearing Systems \| + 12 s \| \| 3e \| Danilo Di Luca \| Italie \| Saeco \| + 35 s \| \| 4e \| Antonio Cruz \| États-Unis \| US Postal Service-Berry Floor \| + 35 s \| \| 5e \| Pablo Lastras \| Espagne \| Illes Balears-Banesto \| + 35 s \| \| 6e \| Iñaki Isasi \| Espagne \| Euskaltel-Euskadi \| + 35 s \| \| 7e \| Iván Parra \| Colombie \| Cafés Baqué \| + 1 min 20 s \| \| 8e \| Alessandro Spezialetti \| Italie \| Saeco \| + 1 min 25 s \| \| 9e \| Erki Pütsep \| Estonie \| AG2R Prévoyance \| + 1 min 33 s \| \| 10e \| Cristian Moreni \| Italie \| Alessio-Bianchi \| + 1 min 33 s \| |                        |            |                               |                 |
| |                        |            |                               |                 |
| |                        |            |                               |                 |
| Classement de l'étape |                        |            |                               |                 |
| Coureur | Coureur                | Pays       | Équipe                        | Temps           |
| 1er | José Cayetano Juliá    | Espagne    | Comunidad Valenciana-Kelme    | 4 h 19 min 23 s |
| 2e | Tadej Valjavec         | Slovénie   | Phonak Hearing Systems        | + 12 s          |
| 3e | Danilo Di Luca         | Italie     | Saeco                         | + 35 s          |
| 4e | Antonio Cruz           | États-Unis | US Postal Service-Berry Floor | + 35 s          |
| 5e | Pablo Lastras          | Espagne    | Illes Balears-Banesto         | + 35 s          |
| 6e | Iñaki Isasi            | Espagne    | Euskaltel-Euskadi             | + 35 s          |
| 7e | Iván Parra             | Colombie   | Cafés Baqué                   | + 1 min 20 s    |
| 8e | Alessandro Spezialetti | Italie     | Saeco                         | + 1 min 25 s    |
| 9e | Erki Pütsep            | Estonie    | AG2R Prévoyance               | + 1 min 33 s    |
| 10e | Cristian Moreni        | Italie     | Alessio-Bianchi               | + 1 min 33 s    |

## Classement général
| \| Classement général \| Classement général \| Classement général \| Classement général \| Classement général \| \| Coureur \| Coureur \| Pays \| Équipe \| Temps \| \| ------------------ \| -------------------------- \| ------------------ \| ----------------------------- \| ------------------ \| \| 1er \| Roberto Heras \| Espagne \| Liberty Seguros \| 58 h 35 min 32 s \| \| 2e \| Alejandro Valverde \| Espagne \| Comunidad Valenciana-Kelme \| + 5 s \| \| 3e \| Santiago Pérez \| Espagne \| Phonak Hearing Systems \| + 1 min 45 s \| \| 4e \| Francisco Mancebo \| Espagne \| Illes Balears-Banesto \| + 2 min 02 s \| \| 5e \| Isidro Nozal \| Espagne \| Liberty Seguros \| + 3 min 45 s \| \| 6e \| Carlos Sastre \| Espagne \| CSC \| + 6 min 12 s \| \| 7e \| Floyd Landis \| États-Unis \| US Postal Service-Berry Floor \| + 7 min 30 s \| \| 8e \| Manuel Beltrán \| Espagne \| US Postal Service-Berry Floor \| + 7 min 44 s \| \| 9e \| José Ángel Gómez Marchante \| Espagne \| Costa de Almería-Paternina \| + 7 min 51 s \| \| 10e \| Carlos García Quesada \| Espagne \| Comunidad Valenciana-Kelme \| + 7 min 59 s \| |                            |            |                               |                  |
| |                            |            |                               |                  |
| |                            |            |                               |                  |
| Classement général |                            |            |                               |                  |
| Coureur | Coureur                    | Pays       | Équipe                        | Temps            |
| 1er | Roberto Heras              | Espagne    | Liberty Seguros               | 58 h 35 min 32 s |
| 2e | Alejandro Valverde         | Espagne    | Comunidad Valenciana-Kelme    | + 5 s            |
| 3e | Santiago Pérez             | Espagne    | Phonak Hearing Systems        | + 1 min 45 s     |
| 4e | Francisco Mancebo          | Espagne    | Illes Balears-Banesto         | + 2 min 02 s     |
| 5e | Isidro Nozal               | Espagne    | Liberty Seguros               | + 3 min 45 s     |
| 6e | Carlos Sastre              | Espagne    | CSC                           | + 6 min 12 s     |
| 7e | Floyd Landis               | États-Unis | US Postal Service-Berry Floor | + 7 min 30 s     |
| 8e | Manuel Beltrán             | Espagne    | US Postal Service-Berry Floor | + 7 min 44 s     |
| 9e | José Ángel Gómez Marchante | Espagne    | Costa de Almería-Paternina    | + 7 min 51 s     |
| 10e | Carlos García Quesada      | Espagne    | Comunidad Valenciana-Kelme    | + 7 min 59 s     |

## Classements annexes
| Classement par points | Classement par points | Classement par points | Classement par points      | Classement par points |
| Coureur               | Coureur               | Pays                  | Équipe                     | Points                |
| --------------------- | --------------------- | --------------------- | -------------------------- | --------------------- |
| 1er                   | Erik Zabel            | Allemagne             | T-Mobile                   | 148 pts               |
| 2e                    | Alejandro Valverde    | Espagne               | Comunidad Valenciana-Kelme | 126 pts               |
| 3e                    | Roberto Heras         | Espagne               | Liberty Seguros            | 97 pts                |
| 4e                    | Francisco Mancebo     | Espagne               | Illes Balears-Banesto      | 85 pts                |
| 5e                    | Isidro Nozal          | Espagne               | Liberty Seguros            | 76 pts                |

| Classement par points | Classement par points | Classement par points | Classement par points      | Classement par points |
| Coureur               | Coureur               | Pays                  | Équipe                     | Points                |
| --------------------- | --------------------- | --------------------- | -------------------------- | --------------------- |
| 1er                   | Erik Zabel            | Allemagne             | T-Mobile                   | 148 pts               |
| 2e                    | Alejandro Valverde    | Espagne               | Comunidad Valenciana-Kelme | 126 pts               |
| 3e                    | Roberto Heras         | Espagne               | Liberty Seguros            | 97 pts                |
| 4e                    | Francisco Mancebo     | Espagne               | Illes Balears-Banesto      | 85 pts                |
| 5e                    | Isidro Nozal          | Espagne               | Liberty Seguros            | 76 pts                |

| Classement de la montagne | Classement de la montagne | Classement de la montagne | Classement de la montagne  | Classement de la montagne |
| Coureur                   | Coureur                   | Pays                      | Équipe                     | Points                    |
| ------------------------- | ------------------------- | ------------------------- | -------------------------- | ------------------------- |
| 1er                       | Roberto Heras             | Espagne                   | Liberty Seguros            | 87 pts                    |
| 2e                        | Francisco Mancebo         | Espagne                   | Illes Balears-Banesto      | 72 pts                    |
| 3e                        | Santiago Pérez            | Espagne                   | Phonak Hearing Systems     | 71 pts                    |
| 4e                        | Alejandro Valverde        | Espagne                   | Comunidad Valenciana-Kelme | 67 pts                    |
| 5e                        | Félix Cárdenas            | Colombie                  | Cafés Baqué                | 58 pts                    |

| Classement de la montagne | Classement de la montagne | Classement de la montagne | Classement de la montagne  | Classement de la montagne |
| Coureur                   | Coureur                   | Pays                      | Équipe                     | Points                    |
| ------------------------- | ------------------------- | ------------------------- | -------------------------- | ------------------------- |
| 1er                       | Roberto Heras             | Espagne                   | Liberty Seguros            | 87 pts                    |
| 2e                        | Francisco Mancebo         | Espagne                   | Illes Balears-Banesto      | 72 pts                    |
| 3e                        | Santiago Pérez            | Espagne                   | Phonak Hearing Systems     | 71 pts                    |
| 4e                        | Alejandro Valverde        | Espagne                   | Comunidad Valenciana-Kelme | 67 pts                    |
| 5e                        | Félix Cárdenas            | Colombie                  | Cafés Baqué                | 58 pts                    |

| Classement du combiné | Classement du combiné | Classement du combiné | Classement du combiné      | Classement du combiné |
| Coureur               | Coureur               | Pays                  | Équipe                     | Points                |
| --------------------- | --------------------- | --------------------- | -------------------------- | --------------------- |
| 1er                   | Roberto Heras         | Espagne               | Liberty Seguros            | 5 pts                 |
| 2e                    | Alejandro Valverde    | Espagne               | Comunidad Valenciana-Kelme | 8 pts                 |
| 3e                    | Francisco Mancebo     | Espagne               | Illes Balears-Banesto      | 10 pts                |
| 4e                    | Santiago Pérez        | Espagne               | Phonak Hearing Systems     | 12 pts                |
| 5e                    | Isidro Nozal          | Espagne               | Liberty Seguros            | 18 pts                |

| Classement du combiné | Classement du combiné | Classement du combiné | Classement du combiné      | Classement du combiné |
| Coureur               | Coureur               | Pays                  | Équipe                     | Points                |
| --------------------- | --------------------- | --------------------- | -------------------------- | --------------------- |
| 1er                   | Roberto Heras         | Espagne               | Liberty Seguros            | 5 pts                 |
| 2e                    | Alejandro Valverde    | Espagne               | Comunidad Valenciana-Kelme | 8 pts                 |
| 3e                    | Francisco Mancebo     | Espagne               | Illes Balears-Banesto      | 10 pts                |
| 4e                    | Santiago Pérez        | Espagne               | Phonak Hearing Systems     | 12 pts                |
| 5e                    | Isidro Nozal          | Espagne               | Liberty Seguros            | 18 pts                |

| Classement par équipes | Classement par équipes        | Classement par équipes | Classement par équipes |
| Équipe                 | Équipe                        | Pays                   | Temps                  |
| ---------------------- | ----------------------------- | ---------------------- | ---------------------- |
| 1re                    | Comunidad Valenciana-Kelme    | Espagne                | 175 h 45 min 38 s      |
| 2e                     | Liberty Seguros               | Espagne                | + 20 min 34 s          |
| 3e                     | Illes Balears-Banesto         | Espagne                | + 26 min 33 s          |
| 4e                     | US Postal Service-Berry Floor | États-Unis             | + 38 min 36 s          |
| 5e                     | Costa de Almería-Paternina    | Espagne                | + 39 min 14 s          |

| Classement par équipes | Classement par équipes        | Classement par équipes | Classement par équipes |
| Équipe                 | Équipe                        | Pays                   | Temps                  |
| ---------------------- | ----------------------------- | ---------------------- | ---------------------- |
| 1re                    | Comunidad Valenciana-Kelme    | Espagne                | 175 h 45 min 38 s      |
| 2e                     | Liberty Seguros               | Espagne                | + 20 min 34 s          |
| 3e                     | Illes Balears-Banesto         | Espagne                | + 26 min 33 s          |
| 4e                     | US Postal Service-Berry Floor | États-Unis             | + 38 min 36 s          |
| 5e                     | Costa de Almería-Paternina    | Espagne                | + 39 min 14 s          |